# Tjärnen (Nederluleå socken, Norrbotten, 728426-176813)
Tjärnen är en sjö i Luleå kommun i Norrbotten och ingår i Alåns huvudavrinningsområde.